# Orange County, Indiana
Orange County är ett administrativt område i delstaten Indiana, USA, med 19 840 invånare. Den administrativa huvudorten (county seat) är Paoli.

## Geografi
Enligt United States Census Bureau har countyt en total area på 1 057 km². 1 035 km² av den arean är land och 22 km² är vatten.

### Angränsande countyn
- Lawrence County - norr
- Washington County - öst
- Crawford County - söder
- Dubois County - sydväst
- Martin County - nordväst